# Roberto de Meules
Roberto de Meules también Robert fitzBaldwin de Clare (c. 1077-1101 fue un noble anglonormando, custodio del castillo de Brionne, señor de Meules y Sap en Normandía. Probablemente también fue señor de Okehampton en el Devon y Sheriff de Devon. Pertenecía a la familia de Clare.

## Biografía
Roberto de Meules era uno de los hijos de Baldwin fitz Gilbert. A la muerte de su padre, le sucedió en sus posesiones en Normandía. Probablemente sucedió a su hermano Guillermo en sus posesiones y como sheriff de Devon. A su muerte le sucedió su hermano Richard.
Según Orderico Vital, hacia 1090 Roberto Courteheuse obtuvo el castillo de Ivry de Roger de Beaumont a cambio de Brionne. Pero Roberto I de Meulan, hijo de Roger de Beaumont, cruzó el Canal y reclamó Ivry a Roberto Courteheuse, rechazando el acuerdo. Esta reclamación desemboca en un desencuentro y Roger es encarcelado, la propiedad de Brionne es confiscada y confiada a Roberto de Meules, nieto de Gilbert de Brionne (constructor del castillo). Roger de Beaumont consiguió persuadir a Roberto Courteheuse, liberando a Roberto I de Meulan y autorizándole a recomprar el castillo.
Roberto de Meules, ahora guardián del castillo, no lo vio así. Respondió al duque que no tendría ninguna dificultad en entregarle el castillo, siempre que el duque lo conservara para sí; de lo contrario, lo conservaría él. El duque y los Beaumont-Meulans sitiaron entonces Brionne. Este castillo había resistido durante tres años cuando Guido de Borgoña, conde de Brionne se refugió allí después de intentar derrocar al duque Guillermo el Bastardo en 1047. Los sitiadores dispararon flechas incendiarias y el castillo ardió rápidamente. Roberto de Meules y un puñado de caballeros debieron rendirse, pero Roberto todavía recibiría una compensación.
Murió sin descendencia en 1101.